# بمب گیلاس
بمب گیلاس یک فیلم درام است که در ۲۰۰۹ با بازی روپرت گرینت، رابرت شیهان در بریتانیا اکران شد. این فیلم در بلفاست بمدت ۴ هفته فیلمبرداری شد. این فیلم در جشنواره برلین به نمایش درآمد.